# جريمة القرن (فلم 2021)
جريمة القرن هو فيلم وثائقي أمريكي مكون من جزأين، من إخراج وإنتاج وتأليف مخرج الافلام الامريكي أليكس جيبني . يتتبع الفيلم وباء المواد الأفيونية في الولايات المتحدة ، والنشطاء السياسيين واللوائح الحكومية والشركات وراء ازمة الافيون و التي مكنت من تعاطي المواد الأفيونية، ولا سيما عائلة ساكلر و شركتها بوردو فارما .
و قد تم بثه على مدار جزأين بدءًا من 10 مايو عام 2021 و11 مايو عام 2021 بواسطة الشبكة التلفزيونية HBO .

## ملخص الفيلم

### أوكسيكونتين
يتتبع الفيلم وباء المواد الأفيونية في الولايات المتحدة ، والنشطاء السياسيين، واللوائح الحكومية والشركات وراء ازمة الافيون و التي مكنت من تعاطي المواد الأفيونية. يركز الجزء الأول من هذا الفيلم الوثائقي على شركة بوردو فارما وعائلة ساكلر المالكة للشركة ، و الذين تعاونوا مع مسؤول إدارة الغذاء والدواء كورتيس رايت الرابع للحصول على موافقة لنشر مسكن الالم الافيوني أوكسيكودون و لاستخدامه على نطاق أوسع.  حاولت اللوائح الحكومية التخفيف من المخالفات التي وقعت على الشركة ، مما دفع شركة بوردو فارما والموزعين الآخرين إلى تسوية القضايا، مع محاولة الحفاظ على خصوصية تفاصيل القضايا. باتريك رادن كيف ، أندرو كولودني، مارك روس، آنا ليمبكي، لين ويبستر، روي بوسلي، باري ماير ، آرت فان زي (طبيب المدينة)، بول بيليتييه وجايلز سارتين يظهرون في الجزء الأول من الفيلم.
يلقي المعلقون الوثائقيون اللوم على الشركات المصنعة والمسوقة للمواد الأفيونية، في حين تلقى شركة بوردو فارما وعائلة ساكلر اللوم على مستخدمي و متعاطي المواد الأفيونية في مشكلة تعاطي المخدرات.

### الفنتانيل
يتبع الجزء الثاني من الفيلم الوثائقي التسويق الشامل للفنتانيل . بينما كانت أزمة الافيون تقتل أكثر من 40 شخصًا يوميًا، بدأت شركة Insys Therapeutics في رشوة الأطباء للإفراط في وصف الدواء، و قاموا وضع مخطط معقد للاحتيال على شركات التأمين باستخدام أساليب تسويق احتيالية، و سلط الضوء ايضاً المشرعين الذين غضوا الطرف عن الأزمة. جو رانازيسي (عميل إدارة مكافحة المخدرات المتقاعد)، جوناثان نوفاك، ساري هورويتز، سكوت هيغام ، ليني بيرنشتاين، ديفيد لازاروس ، ناثانيال ييغر، فريد ويشاك، إد بيرن، ويل كيمبل، أليك بوركالوف، صن رايز لي وكالب لاينر يظهرون في الجزء الثاني من الفيلم . 
يضمن قسم مراقبة التحويل التابع لإدارة مكافحة المخدرات عدم تحويل الأدوية الصيدلانية الأفيونية إلى السوق السوداء. 
تم تصميم الفنتانيل لإدارة " الألم الاختراقي " لمرضى السرطان اصحاب الحالات الخطرة و القريبين من الموت. ومن المفترض أن يخفف الدواء من معاناتهم قبل الموت.
ووفقاً للمعلق سكوت هيغام وغيره من المعلقين، هناك احتكار قلة من موزعي الأدوية : الشركات الثلاث الرئيسية المحتكرة هي ماكسون ، وكاردينال هيلث ، وأميريسورس بيرجن .
النائب الأمريكي السابق AG جيمي جوريليك متهم بممارسة الضغط بالنيابة عن شركات الأدوية. وبالمثل، يقال إن محامي إدارة مكافحة المخدرات السابق ليندن باربر أصبح من جماعات الضغط بالنيابة عن كاردينال هيلث.
يرشح دونالد ترامب توم مارينو ليصبح " مستشار قضية المخدرات " في عام 2017.

## إنتاج الفيلم
في شهر فبراير عام2021، أُعلن أن أليكس جيبني سيقوم بإخراج وإنتاج فيلم وثائقي من جزأين و سيركز الفيلم على وباء المواد الأفيونية في الولايات المتحدة (ازمة الافيون)، ومن قرر ان HBO الافلام الوثائقية و شبكة HBO سيقومان بتوزيع الفيلم . 

## اطلاق الفيلم
تم بث الفيلم على مدار جزأين في 10من شهر مايو عام 2021 و في 11من شهر مايو عام 2021 على قناة HBO . 

## نقد الفيلم
تلقى الفيلم الوثائقي جريمة القرن تعليقات إيجابية من النقاد. حيث حصل على نسبة موافقة 95٪ على موقع مجمع المراجعة روتن توميتوز ، بناءً على 20 مراجعة.و يقول إجماع منتقدي الموقع: "إن فيلم جريمة القرن صعب ولكنه ضروري ، فهو يستجوب أصول أزمة الافيون، مما يثير أسئلة كبيرة من المرجح أن تترك المشاهدين يتساءلون عن سبب عدم القيام بشيء حيال ذلك عاجلاً".  و في موقع ميتاكريتيك ، حصل الفيلم على تقييم 84 من أصل 100، بناءً على 7 نقاد، مما يشير إلى "إشادة عالمية".  و لقد تم الإشادة به وانتقاده لتركيزه على المتهمين بالتسبب في الأزمة المستمرة أكثر من تركيزه على ضحاياها. 

## روابط خارجية
- الموقع الرسمي
- جريمة القرن  في قاعدة بيانات الأفلام على الإنترنت (بالإنجليزية)